# Tourville-sur-Odon
Tourville-sur-Odon é uma comuna francesa na região administrativa da Normandia, no departamento Calvados. Estende-se por uma área de 1,7 km². Em 2010 a comuna tinha 1 095 habitantes (densidade: 644,1 hab./km²).